# Magdalena Masiak
Magdalena Masiak – menedżer, harcmistrzyni, w latach 2004–2008 Naczelniczka Harcerek ZHR.
Związana z 22. Szczepem „Watra” im. hm. Kazimierza Skorupki Związku Harcerstwa Rzeczypospolitej.

## Pełnione funkcje w ZHR
- 2004–2008: Naczelniczka Harcerek Związku Harcerstwa Rzeczypospolitej[1]
- 2008–2010: członkini Rady Naczelnej Związku Harcerstwa Rzeczypospolitej z wyboru[2]
- 2010–2012: członkini Komisji Rewizyjnej Związku Harcerstwa Rzeczypospolitej[3]

## Odznaczenia
- Złoty Krzyż Zasługi (2025)[4]